# ويزغت (ويزغت)
ويزغت هي إحدى مشيخات المملكة المغربية، تتبع جغرافيا لإقليم بولمان وإداريًا لويزغت. يقدر عدد سكانها بـ 1116 نسمة حسب الإحصاء الرسمي للسكان والسكنى لسنة 2004.